# Artes e Letras
Artes e Letras foi uma série de televisão exibida semanalmente na RTP2, que apresentava documentários nacional e internacionais, sobre os mais variados temas da cultura, como a música, a ópera, a pintura, o bailado, a escultura, entre outras.